# 熊文愈
熊文愈（1915年—2014年9月27日），男，四川崇庆人，中国森林生态学家、竹类专家，曾任中国林学会理事。